# Dissangis
Dissangis település Franciaországban, Yonne megyében. Lakosainak száma 119 fő (2022. január 1.). Dissangis Coutarnoux, Angely, L’Isle-sur-Serein, Massangis és Sainte-Colombe községekkel határos.

## Népesség
A település népességének változása:
| Lakosok száma | 135  | 131  | 120  | 119  | 116  | 118  | 118  | 119  |
|               | 2013 | 2015 | 2017 | 2018 | 2019 | 2020 | 2021 | 2022 |